# Лазіско
Лазіско (словац. Lazisko) — село, громада округу Ліптовський Мікулаш, Жилінський край, регіон Ліптов. Кадастрова площа громади — 23,99 км².
Населення 391 особа (станом на 31 грудня 2018 року).

## Історія
Лазіско згадується 1396 року.

## Населення
| Рік:            | 1994. | 2004.   | 2014.   | 2024.   |
| --------------- | ----- | ------- | ------- | ------- |
| Кількість осіб: | 428   | 424     | 404     | 371     |
| Різниця:        |       | -0,93 % | -4,71 % | -8,16 % |

| Рік:            | 2023. | 2024.   |
| --------------- | ----- | ------- |
| Кількість осіб: | 365   | 371     |
| Різниця:        |       | +1,64 % |